# The Undisputed Era
The Undisputed Era (stylizowane również jako The Undisputed ERA) – ugrupowanie w profesjonalnym wrestlingu, które występowało w federacji WWE w rozwojowym brandzie NXT. Składało się z Adam Cole, Bobby Fish, Kyle O’Reilly i Roderick Strong.

## Historia

### Formacja
Bobby Fish i Kyle O’Reilly występowali jako drużyna reDRagon w federacji Ring of Honor, gdzie stali się trzykrotnymi posiadaczami ROH World Tag Team Championship. Po tym jak Fish i O’Reilly po raz trzeci utracili pasy, O’Reilly zaczął rywalizować z Adamem Colem o ROH World Championship. O’Reilly zdobył tytuł podczas gali Final Battle, lecz Cole odzyskał go miesiąc później podczas gali Wrestle Kingdom 11 federacji New Japan Pro-Wrestling. W połowie 2017, Cole, Fish i O’Reilly opuścili ROH.
12 lipca 2017 podczas odcinka tygodniówki NXT, Fish zadebiutował w WWE przegrywając z Aleisterem Blackiem. Trzy tygodnie później swój debiut odbył O’Reilly, który również przegrał z Blackiem. Podczas gali NXT TakeOver: Brooklyn III z 19 sierpnia, Fish i O’Reilly pojawili się w duecie i zaatakowali nowych posiadaczy NXT Tag Team Championship, Sanity (Alexandra Wolfe'a i Erica Younga), a także ich oponentów, The Authors of Pain. Pod koniec gali pojawili się w ringu z Adamem Colem i wspólnie zaatakowali nowego NXT Championa Drewa McIntyre'a. We wrześniu trio zaczęło występować w federacji jako „The Undisputed Era”.

### NXT Tag Team Champions (2017 - 2019)
Podczas listopadowej gali NXT TakeOver: WarGames, członkowie The Undisputed Era pokonali The Authors of Pain i Rodericka Stronga, a także Sanity w WarGames matchu, który po raz pierwszy zorganizowano w WWE. 29 listopada podczas nagrań odcinków NXT (wyemitowano 20 grudnia), Fish i O’Reilly pokonali Sanity (reprezentowanych przez Erica Younga i Killiana Daina) i zdobyli NXT Tag Team Championship po raz pierwszy w karierze. 10 stycznia podczas odcinka NXT, Fish i O’Reilly mieli bronić tytułów przeciwko Sanity, lecz zaatakowali ich na zapleczu. Ostatecznie wedle decyzji generalnego menadżera NXT Williama Regala musieli bronić tytułów przeciwko Aleisterowi Blackowi i Roderickowi Strongowi; duo obroniło tytuły po interwencji Cole'a. Podczas gali NXT TakeOver: Philadelphia, The Undisputed Era pokonało The Authors of Pain i obroniło mistrzostwa, zaś Cole przegrał w Extreme Rules matchu z Blackiem. 4 marca podczas live eventu, Fish odniósł kontuzję w lewym kolanie. Kilka dni później przeszedł operację i poinformowano, że będzie pauzował sześć miesięcy.
7 kwietnia 2018 podczas gali NXT TakeOver: New Orleans, Cole stał się inauguracyjnym posiadaczem NXT North American Championship po wygraniu ladder matchu. Tej samej nocy O’Reilly i Cole bronili tytułów tag-team w finale turnieju Dusty Rhodes Tag Team Classic. Podczas walki Strong odwrócił się od swojego partnera Pete'a Dunne'a, dzięki czemu The Undisputed Era pokonało ich oraz The Authors of Pain. Po walce Strong przyłączył się do zespołu, przez co stał się antagonistą. Od tamtej pory federacja zaczęła uznawać całą czwórkę za mistrzów, bez przerywania panowania O’Reilly’ego i kontuzjowanego Fisha. Tytuły mistrzowskie poraź drugi stracili na rzecz War Raiders 27 stycznia na gali NXT TakeOver: Phoenix.

## Styl walki
- Drużynowe finishery
  - Chasing the Dragon (Vertical suplex lift (O’Reilly), roundhouse kick w plecy przeciwnika (Fish) (czasem również z superkickiem w wykonaniu Cole'a), a także vertical suplex (O’Reilly))
  - Total Elimination (Legsweep (O’Reilly) i Flying Fish Hook (Fish))[6]

- Motywy muzyczne
  - „Undisputed” ~ CFO$ (NXT; od 2017)

## Mistrzostwa i osiągnięcia
- WWE NXT
  - Dusty Rhodes Tag Team Classic (2018) - Cole i O’Reilly
  - NXT Tag Team Championship (2 razy) – Cole, Fish, O’Reilly i Strong1
  - NXT North American Championship (1 raz) – Cole

1 – Fish i O’Reilly zdobyli tytuły w duecie, lecz w kwietniu 2018 Cole i Strong zostali uznani za mistrzów przy zasadzie Freebird Rule.